# Nabat Yuhan`im
Nabat Yuhanʿim fou rei de Qataban al segle ii.
Era fill de Shahr Hilal Yuhaqbid, al que va succeir. Va regnar uns anys sol però avançat el seu regnat, vers la meitat del segle ii dC hi va associar al tron al seu fill Marthad o Martad, que se suposa que el va succeir.